# Fiat 632
Le Fiat 632 est un camion lourd moyen fabriqué par le constructeur italien Fiat V.I. à partir de 1931. 

## Historique
C'est le premier camion lourd civil équipé d'un moteur diesel de la marque, fabriqué en série. Depuis 1906, Fiat développait la motorisation diesel, en liaison avec l’ingénieur allemand Rudolf Diesel. C'est en 1908, que le premier moteur diesel, fut utilisé sur un navire. En 1918, sur un locotracteur. Et en 1919, Fiat présente le premier avion biplan AN1, avec un monomoteur diesel.
Il faudra attendre 1929 pour voir les premiers camions Fiat avec un moteur diesel, le Fiat 621N, (N qui veut dire Nafta/diesel en italien, ce signe figurera sur tous les camions Fiat de la série 600, jusqu’en 1975). Présenté en 1931, en même temps que le Fiat 634, modèle aux caractéristiques plus importantes, il sera, comme lui, adopté par l'armée du roi d'Italie. Sa grande robustesse et fiabilité en feront un véhicule fort apprécié des transporteurs italiens. Le modèle connaîtra 2 séries « N » et « N1 ».
Lors de son lancement, il arbore une cabine assez rustique, aux lignes anguleuses, avec un capot carré abritant un moteur diesel Fiat 350, 4 cylindres à injection directe de 5 540 cm3, développant 55 ch à 1 800 tr/min . 
La seconde série, lancée en 1933, voit la cabine légèrement redessinée et reçoit une évolution du moteur, le Fiat 350C, 4 cylindres en ligne, avec une augmentation de la puissance à 60 ch, toujours à 1 800 tr/min . Une version autobus 632RN sera aussi proposée aux carrossiers spécialisés.
Aucune version militaire ne sera bâtie sur ce premier modèle. 
Ce que l'on considérerait de nos jours la 3e série sera en fait nommée Fiat 633N. Lancé en 1934 comme une évolution notable du 632N avec une cabine et une face avant redessinées avec des lignes arrondies et une calandre en forme d'écusson. Ce modèle servira de base à une version militaire, le 632NM, lancé en 1935, il sera décliné en 3 versions avec motorisation diesel, gazogène ou essence.
Ce modèle restera en production jusqu'à fin 1939, lorsqu'il sera remplacé par la nouvelle série Fiat 626, à cabine avancée.
Ce beau camion inspirera Marius Berliet qui en reprendra les lignes pour ses modèles.

## La version militaire Fiat 633 NM
Lorsque le Fiat 632 N fut présenté aux autorités militaires italiennes, il représentait une réelle innovation dans le parc automobile italien. Après avoir subi de nombreuses modifications, il fit l'objet d'une commande de 100 exemplaires en 1934, sous la dénomination de Fiat 633 NM. Une autre série de 200 véhicules à gazogène, baptisés Fiat 633 GM, fut livrée au cours du premier semestre de 1935. Le Fiat 633 fut particulièrement employé durant l'occupation des Balkans, entre 1941 et 1943.

## Caractéristiques techniques
| Modèle                                           | Années de production | Type moteur | Cylindrée cm3 | Puissance ch DIN  | PTC en tonnes |
| ------------------------------------------------ | -------------------- | ----------- | ------------- | ----------------- | ------------- |
| Fiat 632N - 4x2 Camion, châssis cabine - plateau | 1931 - 1932          | Fiat 350    | 5 540         | 55 à 1 800 tr/min | 9,0           |
| Fiat 632N1 - 4x2                                 | 1933 - 1934          | Fiat 350C   | 5 540         | 60 à 1 800 tr/min | 9,0           |
| Fiat 633N - nouvelle cabine Version civile       | 1933 - 1938          | Fiat 350C   | 5 540         | 60 à 1 800 tr/min | 10,6          |
| Fiat 633 NM - Diesel Militaire                   | 1935 - 1938          | Fiat 350C   | 5 540         | 60 à 1 800 tr/min | 10,0          |
| Fiat 633 GM - Gazogène Militaire                 | 1935 - 1938          | Fiat 250G   | 6 647         | 54 à 2 100 tr/min | 10,0          |
| Fiat 633 BM - Essence Militaire                  | 1935 - 1938          | Fiat 250M   | 6 647         | 80 à 2 100 tr/min | 10,0          |